# Pseudoplatystoma reticulatum
O surubim cachara (Pseudoplatystoma reticulatum) é uma espécie de peixe siluriforme da família Pimelodidae, nativo das bacias dos rio Paraná e do Médio Amazonas.
Alcança um comprimento máximo de 60,5 cm. Distingue-se pelas seguintes características: linhas escuras que formam um padrão de reticulação e nunca são retas; laços curvos escuros que se unem na região dorsal do corpo formando diferentes células; mais laços como barras curvadas escuras estendendo-se muito abaixo da linha lateral. A cabeça mostra manchas ou linhas. Apresenta 42-43 vértebras. A barbatana anal sempre tem manchas. Não registra demarcação clara entre o dorso escuro e regiões ventrais pálidas; mandíbula inferior com pontos.